# Sportverein Wacker Burghausen 2005-2006
Questa voce raccoglie le informazioni riguardanti lo Sportverein Wacker Burghausen nelle competizioni ufficiali della stagione 2005-2006.

## Stagione
Nella stagione 2005-2006 il Wacker Burghausen, allenato da Markus Schupp, concluse il campionato di 2. Bundesliga all'8º posto. In Coppa di Germania il Wacker Burghausen fu eliminato al primo turno dal St. Pauli.

## Rosa
| N. |                       | Ruolo | Calciatore         |
| -- | --------------------- | ----- | ------------------ |
| 1  | Germania (bandiera)   | P     | Uwe Gospodarek     |
| 2  | Germania (bandiera)   | D     | Nico Herzig        |
| 3  | Germania (bandiera)   | C     | Ronald Schmidt     |
| 4  | Germania (bandiera)   | C     | Björn Hertl        |
| 5  | Montenegro (bandiera) | D     | Vlado Jeknić       |
| 6  | Croazia (bandiera)    | D     | Hrvoje Vuković     |
| 7  | Germania (bandiera)   | D     | Daniel Rosin       |
| 8  | Montenegro (bandiera) | A     | Dragan Bogavac     |
| 9  | Germania (bandiera)   | A     | Rafael Kazior      |
| 10 | Germania (bandiera)   | C     | Thorsten Burkhardt |
| 11 | Slovacchia (bandiera) | A     | Marek Krejčí       |
| 12 | Germania (bandiera)   | C     | Oliver Fink        |

| N. |                       | Ruolo | Calciatore        |
| -- | --------------------- | ----- | ----------------- |
| 14 | Germania (bandiera)   | D     | Martin Forkel     |
| 16 | Germania (bandiera)   | C     | Denny Herzig      |
| 17 | Brasile (bandiera)    | C     | Junior            |
| 18 | Slovacchia (bandiera) | C     | Marek Kostoláni   |
| 19 | Germania (bandiera)   | C     | Martin Oslislo    |
| 20 | Germania (bandiera)   | C     | Michael Wiesinger |
| 24 | Germania (bandiera)   | P     | Kay Wehner        |
| 25 | Germania (bandiera)   | P     | Jens Kern         |
| 26 | Germania (bandiera)   | D     | Robert Paul       |
| 27 | Germania (bandiera)   | D     | Thomas Drescher   |
| 28 | Germania (bandiera)   | C     | Sebastian Kneißl  |
| 30 | Germania (bandiera)   | C     | Timo Nagy         |

## Organigramma societario
Area tecnica
- Allenatore: Markus Schupp
- Allenatore in seconda: Karl-Heinz Emig, Wolfgang Riedl
- Preparatore dei portieri: Karl-Heinz Fenk
- Preparatori atletici:

## Calciomercato

### Sessione estiva
| Acquisti | Acquisti           | Acquisti             | Acquisti |
| R.       | Nome               | da                   | Modalità |
| -------- | ------------------ | -------------------- | -------- |
| A        | Dragan Bogavac     | Stella Rossa         |          |
| C        | Thorsten Burkhardt | Greuther Fürth       |          |
| D        | Tobias Fink        | Jahn Ratisbona       |          |
| D        | Vlado Jeknić       | Sutjeska             |          |
| A        | Özgür Kart         | Wacker Burghausen II |          |
| C        | Sebastian Kneißl   | Westerlo             |          |
| A        | Senad Tiganj       | Rot-Weiß Erfurt      |          |

| Cessioni | Cessioni           | Cessioni        | Cessioni |
| R.       | Nome               | da              | Modalità |
| -------- | ------------------ | --------------- | -------- |
| C        | Tom Geißler        | Magonza         |          |
| A        | Stefan Reisinger   | Monaco 1860     |          |
| D        | Vule Trivunović    | Sarajevo        |          |
| C        | Mischa Welm        | Monaco 1860 II  |          |
| A        | Mac Younga-Mouhani | Rot-Weiss Essen |          |
| A        | Igor Žiković       | Jadran Parenzo  |          |

### Sessione invernale
| Acquisti | Acquisti | Acquisti | Acquisti |
| R.       | Nome     | da       | Modalità |
| -------- | -------- | -------- | -------- |

| Cessioni | Cessioni         | Cessioni       | Cessioni |
| R.       | Nome             | da             | Modalità |
| -------- | ---------------- | -------------- | -------- |
| A        | Senad Tiganj     | Jahn Ratisbona |          |
| D        | Tobias Fink      | Jahn Ratisbona |          |
| A        | Özgür Kart       | Amburgo II     |          |
| C        | Roland Bonimeier | Hoffenheim     |          |

## Risultati

### 2. Bundesliga

#### Girone di andata
| Arbitro: | Kinhöfer |

|                         |           |            |
| Coulibaly 33’ Antar 83’ | Marcatori | 65’ Krejčí |

| Arbitro: | Winkmann |

|           |           |          |
| Hertl 52’ | Marcatori | 3’ Demir |

| Arbitro: | Fischer |

|  |           |                    |
|  | Marcatori | 76’ (rig.) Schmidt |

| Arbitro: | Stachowiak |

|            |           |          |
| Herzig 66’ | Marcatori | 41’ Buck |

| Arbitro: | Henschel |

|           |           |            |
| Hadji 52’ | Marcatori | 76’ Kneißl |

| Arbitro: | Schempershauwe |

|  |           |           |
|  | Marcatori | 82’ Şahin |

| Arbitro: | Schößling |

|                             |           |                        |
| Patschinski 38’ Racanel 90’ | Marcatori | 14’ Kneißl 58’ Bogavac |

| Arbitro: | Kuhl |

|             |           |           |
| Bogavac 37’ | Marcatori | 24’ Bülow |

| Arbitro: | Schriever |

|                                                                        |           |                           |
| Herzig 35’ (aut.) Timm 37’ Eigler 38’ Hilbert 41’, 69’ Felgenhauer 54’ | Marcatori | 32’ Bogavac 43’ Burkhardt |

| Arbitro: | Seemann |

|            |           |  |
| Herzig 74’ | Marcatori |  |

| Arbitro: | Sahler |

|                   |           |                                         |
| Türker 55’ (rig.) | Marcatori | 11’ Krejčí 30’ (aut.) Budtz 44’ Bogavac |

| Arbitro: | Kempter |

|                       |           |                       |
| Gospodarek 19’ (aut.) | Marcatori | 23’ Herzig 56’ Krejčí |

| Arbitro: | Kircher |

|  |           |                                      |
|  | Marcatori | 6’ Meichelbeck 23’, 40’ Hout 61’ Edu |

| Arbitro: | Brombacher |

|            |           |                                 |
| Schulp 13’ | Marcatori | 35’ Vuković 79’ Fink 84’ Krejčí |

| Arbitro: | Walz |

|             |           |  |
| Bogavac 25’ | Marcatori |  |

| Arbitro: | Pickel |

|                    |           |  |
| Fiél 2’ Rösler 43’ | Marcatori |  |

| Arbitro: | Drees |

|                       |           |               |
| Kazior 14’ Krejčí 88’ | Marcatori | 70’ Coulibaly |

#### Girone di ritorno
| Arbitro: | Weiner |

|                    |           |            |
| Vuković 88’ (aut.) | Marcatori | 47’ Krejčí |

| Arbitro: | Kempter |

|             |           |           |
| Vuković 50’ | Marcatori | 18’ Stoll |

| Arbitro: | Frank |

|             |           |            |
| Sträßer 40’ | Marcatori | 24’ Krejčí |

| Arbitro: | Fischer |

|                               |           |  |
| Krejčí 34’ Bogavac 43’ (rig.) | Marcatori |  |

| Arbitro: | Schößling |

|                                     |           |             |
| Gunkel 50’, 90’ Silva 66’ Kioyo 85’ | Marcatori | 20’ Bogavac |

| Arbitro: | Winkmann |

|            |           |                                    |
| Krejčí 45’ | Marcatori | 5’ Jovanović 52’ Bamba 85’ Thioune |

| Arbitro: | Sahler |

|              |           |  |
| Ćetković 16’ | Marcatori |  |

| Arbitro: | Rafati |

|                     |           |                          |
| Nagy 19’ Herzig 72’ | Marcatori | 16’ Eigler 51’ Mijatović |

| Arbitro: | Lupp |

|             |           |                      |
| Kennedy 26’ | Marcatori | 3’ Kneißl 7’ Vuković |

| Arbitro: | Fandel |

|           |           |  |
| Hertl 52’ | Marcatori |  |

| Arbitro: | Schempershauwe |

|  |           |                       |
|  | Marcatori | 4’ Türker 33’ Diabang |

| Arbitro: | Weiner |

|             |           |            |
| Hofmann 59’ | Marcatori | 90’ Krejčí |

| Arbitro: | Anklam |

|            |           |                     |
| Krejčí 82’ | Marcatori | 5’ (rig.), 39’ Bick |

| Arbitro: | Pickel |

|                |           |                          |
| Edu 76’ (rig.) | Marcatori | 15’ Krejčí 69’ Burkhardt |

| Arbitro: | Seemann |

|                                                        |           |            |
| Burkhardt 11’, 88’ Krejčí 40’ Wiesinger 59’ Kneißl 81’ | Marcatori | 32’ Müller |

| Arbitro: | Schößling |

|                     |           |             |
| Melkam 74’ Cafú 75’ | Marcatori | 84’ Bogavac |

| Arbitro: | Dingert |

|            |           |           |
| Krejčí 23’ | Marcatori | 64’ Pinto |

### Coppa di Germania
| Arbitro: | Rafati |

|                                     |           |                     |
| Wojcik 10’ Tornieporth 77’ Luz 113’ | Marcatori | 79’ Paul 81’ Krejčí |

## Statistiche

### Statistiche di squadra
| Competizione      | Punti | In casa | In casa | In casa | In casa | In casa | In casa | In trasferta | In trasferta | In trasferta | In trasferta | In trasferta | In trasferta | Totale | Totale | Totale | Totale | Totale | Totale | DR |
| Competizione      | Punti | G       | V       | N       | P       | Gf      | Gs      | G            | V            | N            | P            | Gf           | Gs           | G      | V      | N      | P      | Gf     | Gs     | DR |
| ----------------- | ----- | ------- | ------- | ------- | ------- | ------- | ------- | ------------ | ------------ | ------------ | ------------ | ------------ | ------------ | ------ | ------ | ------ | ------ | ------ | ------ | -- |
| 2. Bundesliga     | 47    | 17      | 6       | 6       | 5       | 21      | 21      | 17           | 6            | 5            | 6            | 24           | 28           | 34     | 12     | 11     | 11     | 45     | 49     | -4 |
| Coppa di Germania | -     | 0       | 0       | 0       | 0       | 0       | 0       | 1            | 0            | 0            | 1            | 2            | 3            | 1      | 0      | 0      | 1      | 2      | 3      | -1 |
| Totale            | 47    | 17      | 6       | 6       | 5       | 21      | 21      | 18           | 6            | 5            | 7            | 26           | 31           | 35     | 12     | 11     | 12     | 47     | 52     | -5 |

### Andamento in campionato
| Giornata  | 1  | 2  | 3  | 4  | 5  | 6  | 7  | 8  | 9  | 10 | 11 | 12 | 13 | 14 | 15 | 16 | 17 | 18 | 19 | 20 | 21 | 22 | 23 | 24 | 25 | 26 | 27 | 28 | 29 | 30 | 31 | 32 | 33 | 34 |
| --------- | -- | -- | -- | -- | -- | -- | -- | -- | -- | -- | -- | -- | -- | -- | -- | -- | -- | -- | -- | -- | -- | -- | -- | -- | -- | -- | -- | -- | -- | -- | -- | -- | -- | -- |
| Luogo     | T  | C  | T  | C  | T  | C  | T  | C  | T  | C  | T  | T  | C  | T  | C  | T  | C  | T  | C  | T  | C  | T  | C  | T  | C  | T  | C  | C  | T  | C  | T  | C  | T  | C  |
| Risultato | P  | N  | V  | N  | N  | P  | N  | N  | P  | V  | V  | V  | P  | V  | V  | P  | V  | N  | N  | N  | V  | P  | P  | P  | N  | V  | V  | P  | N  | P  | V  | V  | P  | N  |
| Posizione | 10 | 15 | 12 | 11 | 11 | 14 | 14 | 14 | 15 | 15 | 12 | 12 | 9  | 11 | 10 | 5  | 8  | 5  | 7  | 7  | 8  | 8  | 8  | 9  | 9  | 9  | 7  | 9  | 8  | 11 | 10 | 7  | 8  | 8  |

Legenda:

Luogo: C = Casa; T = Trasferta. Risultato: V = Vittoria; N = Pareggio; P = Sconfitta.

### Statistiche dei giocatori
| Giocatore     | 2. Bundesliga | 2. Bundesliga | 2. Bundesliga | 2. Bundesliga | Coppa di Germania | Coppa di Germania | Coppa di Germania | Coppa di Germania | Totale   | Totale | Totale      | Totale     |
| Giocatore     | Presenze      | Reti          | Ammonizioni   | Espulsioni    | Presenze          | Reti              | Ammonizioni       | Espulsioni        | Presenze | Reti   | Ammonizioni | Espulsioni |
| ------------- | ------------- | ------------- | ------------- | ------------- | ----------------- | ----------------- | ----------------- | ----------------- | -------- | ------ | ----------- | ---------- |
| D. Bogavac    | 30            | 8             | 1             | 0             | 0                 | 0                 | 0                 | 0                 | 30       | 8      | 1           | 0          |
| R. Bonimeier  | 7             | 0             | 0             | 0             | 0                 | 0                 | 0                 | 0                 | 7        | 0      | 0           | 0          |
| T. Burkhardt  | 29            | 4             | 3             | 0             | 1                 | 0                 | 0                 | 0                 | 30       | 4      | 3           | 0          |
| T. Drescher   | 28            | 0             | 9             | 0             | 1                 | 0                 | 1                 | 0                 | 29       | 0      | 10          | 0          |
| O. Fink       | 30            | 1             | 7             | 1             | 1                 | 0                 | 0                 | 0                 | 31       | 1      | 7           | 1          |
| M. Forkel     | 16            | 0             | 4             | 0             | 1                 | 0                 | 0                 | 0                 | 17       | 0      | 4           | 0          |
| U. Gospodarek | 34            | 0             | 2             | 0             | 1                 | 0                 | 1                 | 0                 | 35       | 0      | 3           | 0          |
| B. Hertl      | 26            | 2             | 8             | 2             | 1                 | 0                 | 0                 | 0                 | 27       | 2      | 8           | 2          |
| D. Herzig     | 9             | 0             | 0             | 0             | 0                 | 0                 | 0                 | 0                 | 9        | 0      | 0           | 0          |
| N. Herzig     | 20            | 4             | 3             | 0             | 1                 | 0                 | 0                 | 0                 | 21       | 4      | 3           | 0          |
| V. Jeknić     | 18            | 0             | 4             | 0             | 0                 | 0                 | 0                 | 0                 | 18       | 0      | 4           | 0          |
| J. Junior     | 0             | 0             | 0             | 0             | 0                 | 0                 | 0                 | 0                 | 0        | 0      | 0           | 0          |
| Ö. Kart       | 3             | 0             | 0             | 0             | 0                 | 0                 | 0                 | 0                 | 3        | 0      | 0           | 0          |
| R. Kazior     | 21            | 1             | 2             | 0             | 1                 | 0                 | 0                 | 0                 | 22       | 1      | 2           | 0          |
| J. Kern       | 1             | 0             | 0             | 0             | 0                 | 0                 | 0                 | 0                 | 1        | 0      | 0           | 0          |
| S. Kneißl     | 31            | 4             | 6             | 0             | 1                 | 0                 | 0                 | 0                 | 32       | 4      | 6           | 0          |
| M. Kostoláni  | 0             | 0             | 0             | 0             | 0                 | 0                 | 0                 | 0                 | 0        | 0      | 0           | 0          |
| M. Krejčí     | 32            | 14            | 5             | 0             | 1                 | 1                 | 0                 | 0                 | 33       | 15     | 5           | 0          |
| T. Nagy       | 12            | 1             | 2             | 0             | 0                 | 0                 | 0                 | 0                 | 12       | 1      | 2           | 0          |
| M. Oslislo    | 21            | 0             | 2             | 0             | 0                 | 0                 | 0                 | 0                 | 21       | 0      | 2           | 0          |
| R. Paul       | 9             | 0             | 0             | 0             | 1                 | 1                 | 0                 | 1                 | 10       | 1      | 0           | 1          |
| D. Rosin      | 15            | 0             | 2             | 0             | 0                 | 0                 | 0                 | 0                 | 15       | 0      | 2           | 0          |
| R. Schmidt    | 26            | 1             | 8             | 0             | 1                 | 0                 | 0                 | 0                 | 27       | 1      | 8           | 0          |
| S. Tiganj     | 3             | 0             | 0             | 0             | 1                 | 0                 | 1                 | 0                 | 4        | 0      | 1           | 0          |
| H. Vuković    | 25            | 3             | 7             | 0             | 0                 | 0                 | 0                 | 0                 | 25       | 3      | 7           | 0          |
| K. Wehner     | 0             | 0             | 0             | 0             | 0                 | 0                 | 0                 | 0                 | 0        | 0      | 0           | 0          |
| M. Wiesinger  | 23            | 1             | 8             | 0             | 1                 | 0                 | 0                 | 0                 | 24       | 1      | 8           | 0          |